# Envie
Envie är en ort och kommun i provinsen Cuneo i regionen Piemonte i Italien. Kommunen hade 1 989 invånare (2018).